# 大津市立伊香立小学校
大津市立伊香立小学校（おおつしりつ いかだちしょうがっこう）は、滋賀県大津市伊香立生津町にある公立小学校。

## 沿革
- 1873年（明治6年） - 勧業学校を仮設。
- 1873年（明治7年） - 勧業学校を本設し、大盛学校と改称。
- 1886年（明治19年） - 簡易科伊香立小学校と改称。
- 1889年（明治22年） - 簡易科伊香立第二小学校と改称。
- 1892年（明治25年） - 伊香立尋常小学校と改称。
- 1902年（明治35年） - 伊香立尋常小学校に高等小学校を併設し、伊香立尋常高等小学校と改称。
- 1941年（昭和16年）4月1日 - 伊香立国民学校と改称。
- 1947年（昭和22年）4月1日 - 伊香立小学校と改称。
- 1967年（昭和42年）4月1日 - 市町合併により、大津市立伊香立小学校と改称。

## 通学区域
- 山百合の丘、伊香立向在地町、伊香立上在地町、伊香立北在地町、伊香立下在地町、伊香立生津町、伊香立南庄町、伊香立上龍華町、伊香立下龍華町、伊香立途中町[1]。

※卒業後は基本的に大津市立伊香立中学校に進学する。